# درگیری مرزی افغانستان و پاکستان
از سال ۱۹۴۹، مجموعه‌ای از درگیری‌های مسلحانه و منجر به آتش‌سوزی در امتداد مرز افغانستان و پاکستان بین نیروهای مسلح افغانستان و نیروهای مسلح پاکستان رخ داده است. آخرین دور از خصومت‌ها بین دو کشور، در آوریل ۲۰۰۷ آغاز شد. شبه‌نظامیان وابسته به طالبان پاکستان و جماعت احرار، از خاک افغانستان، برای هدف قرار دادن پرسنل امنیتی پاکستان مستقر در امتداد مرز، استفاده می‌کنند. مجله دیپلمات می‌گوید که حضور تروریست‌های وابسته به طالبان پاکستان در خاک افغانستان، دلیل گلوله‌باران پراکنده خاک افغانستان توسط پاکستان است.